# Carlo Emilio Gadda

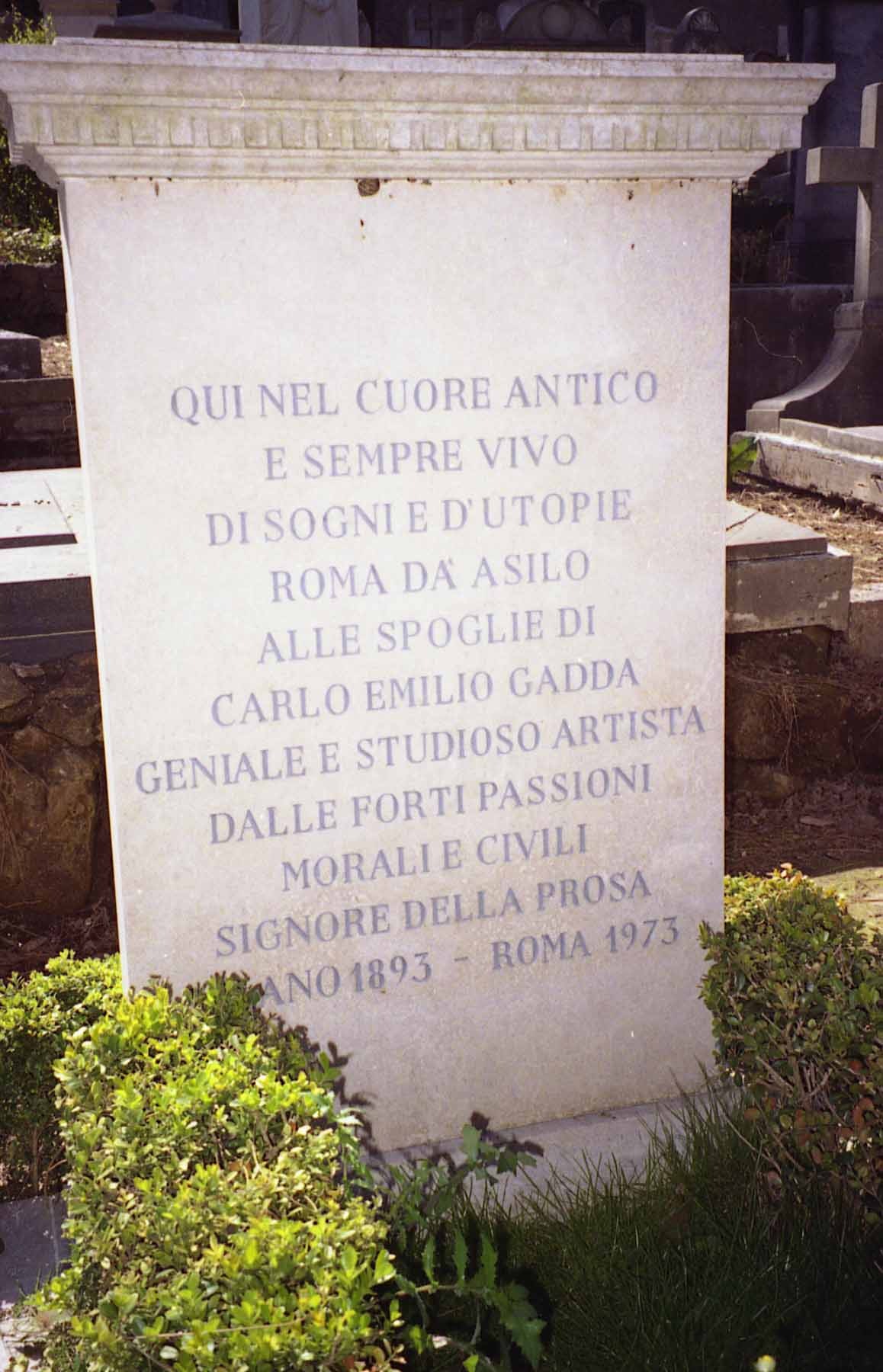
Carlo Emilio Gaddas gravsten

Carlo Emilio Gadda född 14 november 1893 i Milano, död 21 maj 1973 i Rom, var en italiensk författare.
Gadda utbildade sig till elektronikingenjör. Under första världskriget anmälde han sig som frivillig och var under en tid krigsfånge. Fram till 1940 arbetade han på olika håll i Europa och Argentina som ingenjör. Åren 1950-1955 var han kulturredaktör vid den italienska radion. Han debuterade litterärt 1931.